# Vortex Island
Vortex Island (von englisch vortex ‚Wirbel, Strudel‘; in Argentinien Islote Remolino) ist eine 800 m lange und bis zu 245 m hohe Insel im nordöstlichen Teil des Prinz-Gustav-Kanals vor der Südseite der Trinity-Halbinsel am nördlichen Ende der Antarktischen Halbinsel. Sie liegt rund 3 km westsüdwestlich von Corry Island.
Die erste Sichtung geht wahrscheinlich auf Teilnehmer der Schwedischen Antarktisexpedition (1901–1903) unter der Leitung Otto Nordenskjölds zurück. Der Falkland Islands Dependencies Survey (FIDS) kartierte sie im August 1945 und nahm die Benennung vor. Namensgebend ist der Umstand, dass die Vermessungsarbeiten des FIDS durch einen Wirbelsturm behindert wurden.